# Малі Загайці
Малі́ Зага́йці — село в Україні, у Великодедеркальській сільській громаді Кременецького району Тернопільської області. До 2020 року підпорядковане Великозагайцівській сільській раді. Розташоване на річці Вілія, на сході району. 
Населення — 264 особи (2003).

## Історія
Поблизу Малих Загайців виявлено археологічні пам'ятки пізнього палеоліту.
Відоме від 1626, коли заклали перший камінь під будівництво монастиря (фундаторка І. Ярмолинська).
На 1936 рік село входило до ґміни Дедеркали Кременецького повіту.
12 червня 2020 року, відповідно до розпорядження Кабінету Міністрів України № 724-р «Про визначення адміністративних центрів та затвердження територій територіальних громад Тернопільської області» увійшло до складу Великодедеркальської сільської громади.
19 липня 2020 року, в результаті адміністративно-територіальної реформи та ліквідації Шумського району, село увійшло до складу Кременецького району.

## Пам'ятки
Є монастир св. Іоанна Милостивого (1636), де до 1914 зберігалася Острозька Біблія. Сьогодні монастир належить УПЦ Московського патріархату.
Був замок Ярмолинських.

## Соціальна сфера
Діють ФАП, торговельний заклад.

## Галерея

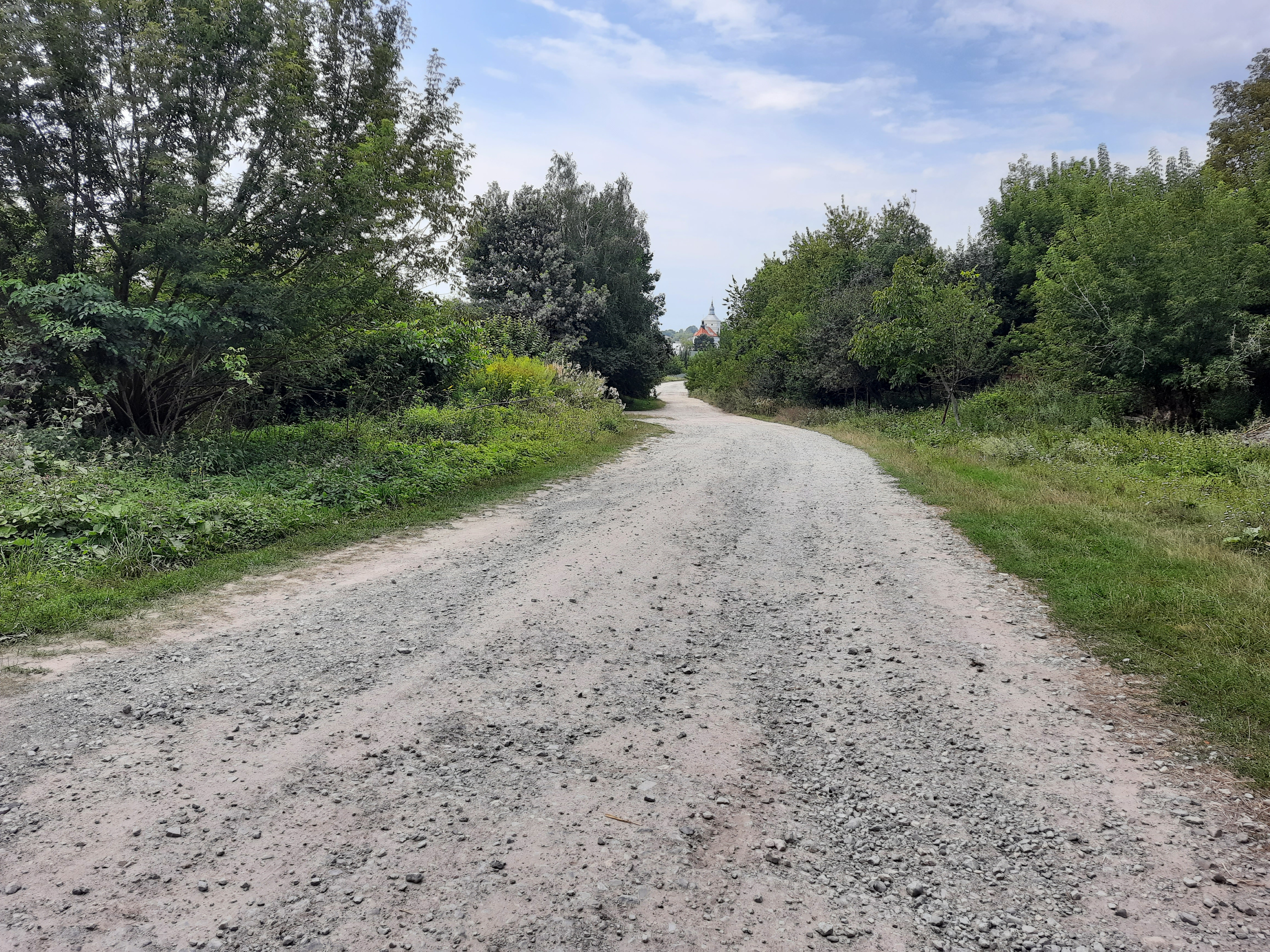
Дорога в село
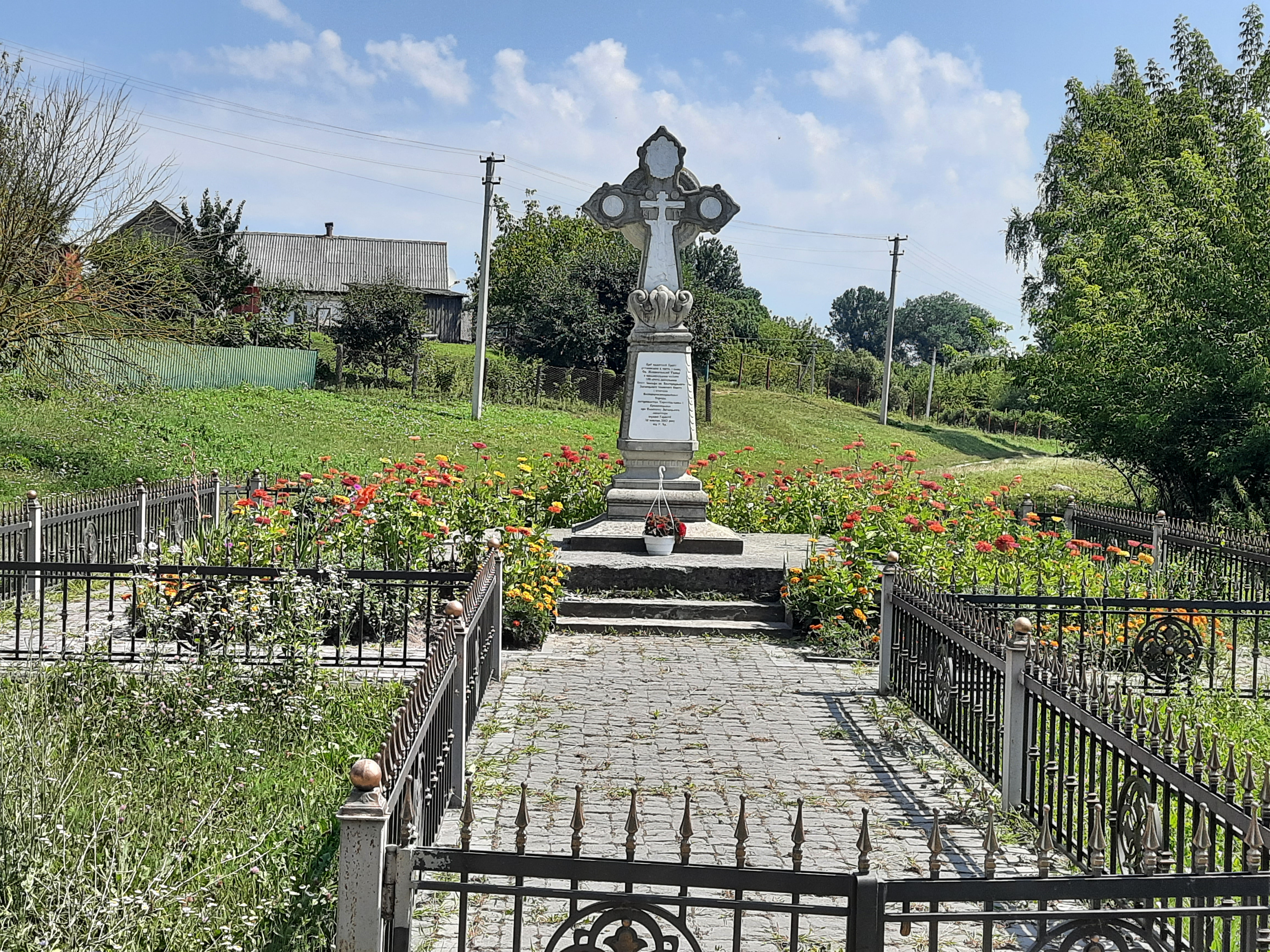
Пам'ятний хрест
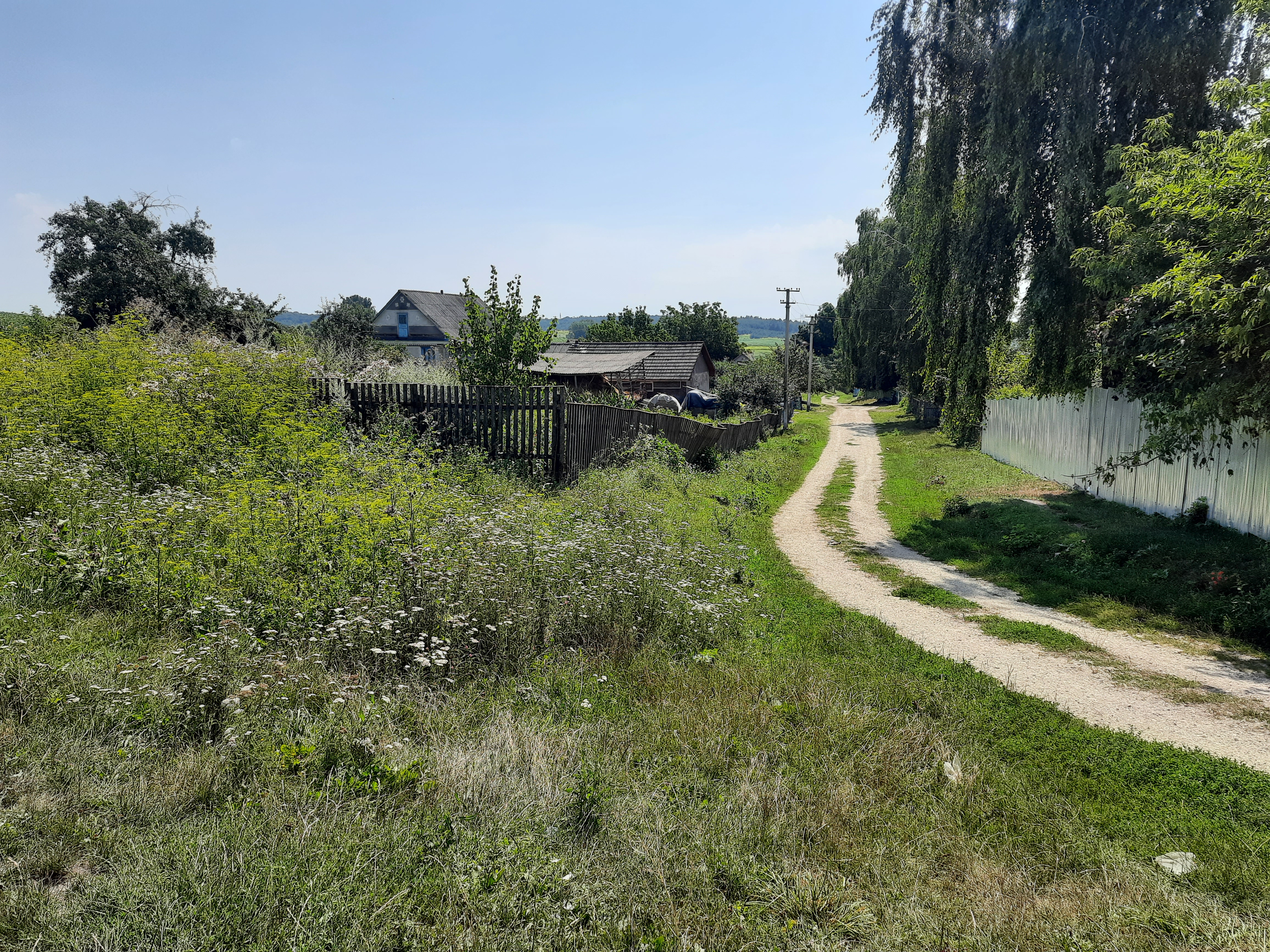
Сільський пейзаж